# Phường 8, Phú Nhuận
Phường 8 là một phường thuộc quận Phú Nhuận, Thành phố Hồ Chí Minh, Việt Nam.
Phường 8 có diện tích 0,30 km², dân số năm 2021 là 8.334 người,  mật độ dân số đạt 27.780 người/km².